# Кметовци
Кметовци (болг. Кметовци) — село в Болгарии. Находится в Габровской области, входит в общину Габрово. Население составляет 55 человек.

## Политическая ситуация
Кметовци подчиняется непосредственно общине и не имеет своего кмета, кметский наместник в селе — Христина Тодорова Костадинова.
Кмет (мэр) общины Габрово — Томислав Пейков Дончев (Граждане за европейское развитие Болгарии (ГЕРБ)) по результатам выборов в правление общины.